# Валеж
Валеж (още атмосферен валеж) е водата в течно или твърдо състояние, падаща от облаците или образуваща се непосредствено върху земната повърхност в резултат от кондензация на водните пари, намиращи се във въздуха.
Валежите са основен компонент от кръговрата на водата и са средство за снабдяване на земята с прясна вода. Те са съставна част от жизненоважните процеси на Земята и без тях живот на нея не би съществувал за човечеството и животинското царство. Изследователи в областта са единодушни по отношение на бъдещите модели на глобално затопляне, което от своя страна оказва влияние върху количеството и интензивността на валежите и по-общо – в глобални климатични промени. Тези промени включват в себе си не само промени при температурите, но и промени при валежите.
Въпреки факта, че земното кълбо е покрито около три четвърти с вода, едва по-малко от 1% от нея е класифицирана като прясна, леснодостъпна за хората.
Изследвания на учени от белгийския университет KU Leuven извеждат на показ връзката между промените в климата и тяхното пряко въздействие върху екстремни валежи (в т.ч. наводнения).

## Класификация на валежите

### Според агрегатното състояние на водата
- твърди валежи – сняг, градушка, суграшица, слана, скреж, поледица;
- течни валежи – дъжд, ръмеж, роса; и
- смесени валежи – лапавица, леден дъжд, мокър сняг.

### Според мястото на образуване
- високи (атмосферни) валежи – твърдите, течните и смесените валежи, които се формират в облаците и падат от тях (дъжд, сняг, суграшица, снежни зърна и ледени зърна, ръмеж, град); и

- ниски (хоризонтални) валежи – резултат от кондензация или сублимация на атмосферната влага върху земната повърхнина и предметите по нея (росата, сланата и скрежът).

### Според начина на изваляване
- обложни валежи – спокойни, продължителни валежи над големи територии; характеризират се със средна интензивност; падат обикновено от фронтални слоесто-дъждовни и високо-слоести облаци, по-рядко от слоесто-купести; и
- поройни валежи – падат обикновено от купесто-дъждовни облаци; започват и спират внезапно; имат резки колебания в интензивността; обикновено обхващат малка площ; капките им, особено в началото на валежа, са много големи. Поройните валежи могат да бъдат разгледани в две направления:
  - летни поройни валежи – често съпроводени с гръмотевични бури; понякога могат да бъдат придружени от град; и
  - зимни поройни валежи – през зимата пороен характер имат снеговалежите от едри снежни парцали.

### Според условията на тяхното образуване
- вътрешномасови валежи – се образуват в една и съща въздушна маса. Те падат от купестодъждовните облаци, които се развиват вследствие създаването на мощни конвективни (възходящи) движения в неустойчива въздушна маса по време на силно слънчево греене. Към вътрешномасовите валежи спадат и ръмежите от слоестата облачност в устойчивите (с малък вертикален температурен градиент) въздушни маси.
- фронтални валежи – падащи с преминаването на топли или на студени въздушни вълни (атмосферни фронтове), по които се образува слоесто-дъждовна и купесто-дъждовна облачност; и
- орографски валежи – формиращи се при принудително изкачване на въздуха по склона на орографски прегради; често са модификация на фронтални валежи, като подсилват ефекта им.

В метеорологичните станции се наблюдават всички видове валежи. За атмосферните валежи се отчита тяхното количество (в mm/m² или l/m²), интензивност (количество валеж, паднал за единица време (минута, час, денонощие, месец, година (mm/h, mm/денонощие, mm/месец, mm/година), интензивност (в минути, часове, денонощия), вид на валежа и др. За хоризонталните валежи (роса, слана, скреж, поледица) се отбелязва само времето на появяването и приключването им.

## Денонощен и годишен ход на валежите
Освен вида, количеството и интензитета на валежите важно значение за стопанството има и разпределението на валежите през денонощието и през годината. Техният денонощен и годишен ход се установяват въз основа на многогодишни наблюдения. Изучаването на денонощното и годишното разпределение на валежите е трудна задача, тъй като те се отличават с голямо разнообразие както по количество, така и по честота поради особеностите на атмосферната циркулация и на местните физикогеографски условия. Въпреки това са установени редица близки особености в денонощния и годишния ход на валежите, които се проявяват в определени райони.

### Денонощен ход на валежите
В денонощният ход на валежите се отличават следните два главни режима:
- Континентален режи. При него денонощният максимум настъпва след пладне, а минимумът – към полунощ. Наблюдава се също така един вторичен максимум сутрин и вторичен минимум след пладне. Този ход на валежите се обуславя преди всичко от развитието на кълбестодъждовната облачност в горещата част на деня и от изчезването на тези облаци след полунощ. Той е характерен предимно за континенталната част на екваториалния климатичен пояс. В умерените ширини (континенталните райони) този режим се отнася за част от валежите (особено вътрешномасовите) през топлото полугодие.[7]
- Морски и крайбрежен режим. Отличава се с максимум през нощта и минимум през деня. Нощният максимум на валежите над повърхността на морето се дължи на засилване неустойчивостта на по-високите въздушни слоеве вследствие топлинното излъчване от подстилащата повърхнина и на постоянната висока температура в долните слоеве на въздуха. Подобно наслояване на атмосферата дава възможност през нощта да се развива кълбестодъждовна облачност, от която падат валежи.[7]

### Годишен ход на валежите
Обикновено в известни периоди от годината валежите се увеличават, а в други – намаляват. В едни периоди това увеличение или намаление е изразено по-рязко, а в други има по-постепенен характер. Според годишният им ход се различават следните 8 типа валежи:
- Екваториален – характеризира се с постоянни и с обилни валежи през цялата година. Валежите се дължат почти изключително на конвективните (възходящи) движения, вследствие прегряването на приземните слоеве на атмосферата. Те имат вътрешномасов характер. В годишния ход на валежите има два максимума и два минимума. Този валежен тип се проявява в екваториалния пояс, ограничен в пространството между 10°с.ш. и 10°ю.ш.
- Тропичен – наблюдава се един максимум (през лятото) и един минимум (през зимата). Това се дължи на изменението във височината (максимум и минимум) на слънцето над хоризонта. Този валежен тип се проявява в степните и саванните райони на тропичните пояси.
- Пасатен – наблюдава се по източните крайбрежия на континентите, в областта на пасатната циркулация. Характеризира се със зимен максимум на валежите, което се дължи на засилване на пасатите през зимния сезон. Това засилване на валежите през зимата е много добре проявено по източното крайбрежие на Хавайските острови. На другата страна (западното крайбрежие) валежите рязко намаляват.
- Мусонен – този валежен тип е развит най-добре в Югоизточна Азия и особено в Индия. Валежите са свързани само с летния мусон. През зимата, обратно – валежите са незначителни. Това се дължи на сухия континентален мусон, който духа през този сезон. Мусонният валежен тип се наблюдава също така и в умерената част на източните крайбрежия на Азия и на Северна Америка. В Индия за 4 месеца – от юни до септември – падат 90% от годишния валеж.
- Субтропичен – характеризира се със зимен максимум на валежите и летен минимум. Летният минимум е рязко изразен. Този валежен тип е свързан със сезонната смяна на тропичен въздух с въздух от умерените ширини. Най-добре е изразен в областта на Средиземноморието.
- Континентален – преобладават летните валежи, които се обуславят от засилените конвективни движения през топлите часове на деня. Зимните валежи намаляват. Причината се крие в наличието на низходящи движения в атмосферата (тъй като преобладава антициклоналното състояние) и на нахлуването на арктични въздушни маси, които са бедни на влага.
- Океански и крайбрежен – благодарение на по-честата циклонална дейност през зимата настъпва увеличение на валежите. Особено характерни са зимните валежи по западното крайбрежие на Европа и по западното крайбрежие на Британските острови.
- Полярен – характеризира се с максимални валежи през лятото. Това се дължи на повишаването на температурите, на засилването на изпаренията и на засиления пренос на по-топли и по-богати на влага въздушни маси от юг.[7]

## Разпределение

### Вертикално разпределение на валежите
Във височина валежите се увеличават. Това се дължи на по-благоприятните условия за кондензация на водните пари при принудителното издигане на настъпващите въздушни маси по склоновете на планините и възвишенията. Увеличението на валежите е по-подчертано по склоновете, които са обърнати към посоката на най-честите нахлувания на въздушните маси (т.нар. наветрени склонове). Във височина се наблюдава и друга особеност на валежите. До известна височина (в зависимост от географската ширина тя силно се мени) преобладават течни валежи (дъжд), а след това започват твърди валежи (сняг). Например от 2000 m нагоре в Алпите снеговалежите представляват 90% от общия валеж. Познаването на тази особеност има голямо значение при изчисляването на водната маса на планинските реки и за изясняването на други природни явления.
Като пример за увеличаване на валежите във височина може да послужи северният склон на Рила планина, от град Самоков до връх Мусала. Метеорологичните станции в Самоков, Боровец, Ситняково, Саръгьол, хижа Мусала и връх Мусала, които в хоризонтално отношение са разположени близо едно до друга, а средното превишение между тях се движи от 220 до 530 m, показват постепенно увеличение на валежите във височина: Самоков – 683 mm годишен валеж, Боровец – 969 mm, Ситняково – 1043 mm, Саръгьол – 1076 mm, хижа Мусала – 1137 mm, връх Мусала – 1228 mm.

### Хоризонтално разпределение на валежите
Най-добра нагледна представа за хоризонталното разпределение на валежите се получава от валежните карти. На тях ясно се обособяват 4 типа валежни пояси:
- Екваториален пояс. Очертава се от изохиетата 1000 mm, която минава успоредно на север и на юг от екватора. Това е пояс на обилни и много чести валежи. Годишната сума на валежите достига около 2000 mm, но има места с валежи и над 5000 mm (особено по островите). Изобилието на екваториални валежи се дължи на много влажния и неустойчиво наслоен въздух, на високите температури и на постоянните и мощни възходящи движения на въздуха.
- Тропични пояси. От екваториалния пояс към полюсите валежите силно намаляват. Това се дължи, от една страна, на низходящите движения на въздуха, а от друга – на сухите пасатни ветрове. В този пояс, който се разпростира приблизително между 20° и 30° с.ш. и ю.ш. лежат известните пустини Сахара, пустините на Арабския полуостров, Тар, Атакама, Намиб, пустинята Виктория в Австралия и др. Такива малки валежи се наблюдават във вътрешността на континентите и извън тропичните области. Това се дължи на отдалечеността им от океаните. Така са се образували вътрешноконтиненталните пустини, оградени с с изохиетата 200 mm – Деще Кевир, Деще Лут, Къзълкум, Каракум, Такламакан, Гоби (Азия), областта на Голямото Солено езеро (Северна Америка), Патагония (Южна Америка).
- Умерени пояси. На север и на юг (за Южното полукълбо) от тропичните пояси във връзка със засилването на циклоналната дейност валежите отново нарастват. Поради преобладаването на западния пренос на въздушни маси валежите са по-обилни в западната част на континентите, а постепенно намаляват във вътрешността. Валежите в този пояс се колебаят между 500 и 1000 mm годишно.
- Полярни пояси. Към тях спадат поясите, затворени между полярните окръжности и полюсите. В тях валежите отново намаляват под 300 mm. Това се дължи на ниските температури, слабото изпарение и малката абсолютна влажност.[7]

Тропичните и полярните области имат летен максимум на валежите, а екваториалната и умерените области имат по-равномерно разпределение на валежите през годината. В Южното полукълбо падат по-големи валежи. Това се дължи на по-обширната океанска площ на юг от екватора. Изчислено е, че годишно върху цялата земя се изливат 511 100 km³ валежи. Това количество отговаря на количеството вода, която годишно се изпарява от сушевата и от водната повърхност на Земята.

## Измерване на количеството на валежа
Количеството на валежа се определя по дебелината на водния пласт, който би се образувал върху хоризонтална повърхност, без да става попиване, оттичане и изпаряване. Измерва се в mm височина, което съответства на широко възприетата мярка dm3/m2.
Използват се уреди, наречени дъждомери, а отчитането става с мерителни стъкленици. Разграфяването е такова, че на едно деление съответства 1 mm.

### Обикновен дъждомер
Обикновеният дъждомер се състои от:
- Два еднакви цилиндъра с височина 40 cm и диаметър 25,2 cm (площ 1/20 m2);
- цинков похлупак за цилиндрите;
- цинкова фуния (събирателна) със същия отвор като цилиндрите;
- цинкова чаша за стичане на водата от цилиндрите;
- дървен стълб за окачване на дъждомера, който се набива така, че височината му над почвата да е 90 cm;
- стъклена мерилка.

През топлата част от годината дъждомерът се използва в пълен комплект, а през студените месеци чашата и фунията се прибират и се оставя само цилиндърът, за да може снегът да вали направо в него.
Измерването на валежа става при всяко редовно отчитане на останалите уреди в клетката. Когато обаче е налице проливен дъжд, който причинява наводнения, прииждане на реки и т.н., измерването става веднага след приключване на дъжда. Ако времето на редовното отчитане съвпадне с валеж, изважда се събирателната чаша, измерва се количеството на дъжда, като през това време валежът се събира в цилиндъра. Вторият цилиндър се използва за заместване на първия, когато се измерват твърди валежи, които следва да се разтопят, за да се измерят.

### Планински дъждомер (тотализатор)
За планински условия, където количеството на валежа е по-голямо, се използва вариант на обикновения дъждомер с по-дълбок цилиндър и с ветрозащитен обърнат конус. За планински върхове, където отчитането на валежа става веднъж на седмица, на две седмици или на месец, се използват дъждомери с вместимост 100 и повече литра, наречени „тотализатори“.
При тях ветровата защита е задължителна, а поставянето на дъждомера става на височина над предполагаемата снежна покривка. Дъното на тотализатора се зарежда със силно хигроскопичен разтвор, обикновено калциев дихлорид, който предизвиква разтопяване на попадналия в дъждомера сняг. Върху хигроскопичния разтвор се налива 0,5 l течен парафин, който предпазва от изпаряване на валежа при топло време.

### Плювиограф
В първоразрядните метеорологични станции задължително се използват и самопишещи (самоотчитащи) дъждомери, наречени плювиографи. Плювиографът се използва само през безснежния период на годината. Чрез този уред се отчита както количеството на валежа, така и неговата интензивност. Събирателната му площ е както при обикновения дъждомер. Валежът се събира в цилиндричен съд, снабден с поплавък. Вместимостта на съда се равнява на количество дъжд 10 mm. Достигайки до това ниво, поплавъкът отваря отвор на сифон, при което набраното количество дъждовна вода се изпразва за много кратко време.
Към поплавъка е закрепена перодръжка с писец за отбелязване на количеството валеж върху разграфена по часове и mm воден стълб книжна лента, поставена на барабан (плювиограма). Барабанът с лентата се движи от часовников механизъм.
Данните от плювиографа служат за определяне на количеството на падналия валеж през денонощието, времето, през което е станало това, както и на интензивността на валежа. Тези данни са особено важни за синоптиците.

### Измерване на снежната покривка
Метеоролозите определят също така степента на покритост на почвата със сняг, характера и дебелината (височината) на снежната покривка.
Оценката за покритост включва следните степени:
- напълно покрита околност;
- покрити са съответно 3/4, 1/2 и 1/4 от околността;
- без снежна покривка (последното – когато след снеговалеж има незначителни снежни петна или снежната покривка се е стопила).

Снежната покривка може да е равномерна или на преспи. Височината ѝ се измерва в cm с обикновена линия или със специална снегомерна рейка.
Рейките биват постоянни или преносими. Когато се използва преносима рейка, има възможност височината на снега да се измери на повече места. При избора на място се изхожда от това снежната покривка там да бъде типична и да се избягват навяванията. Навяванията и преспите се измерват отделно.
Когато се цели освен височината на снежната обвивка да се определи плътността на снега и потенциалния запас от влага, който носи, се използва уредът снегомер. Снегомерите биват обемни и тегловни. В България се използва вторият вид и запасите от влага се определят в mm.
Снегомерът се състои от метален цилиндър с вътрешно сечение 50 cm2. Този съд е отворен от едната си страна, а откъм другата има монтиран подвижен капак. Външната повърхност на цилиндъра е разграфена и служи за измерване на височината на снега.
Измерването на плътността на снега става по следния начин:
- цилиндърът предварително се тарира;
- набива се до повърхността на почвата, при което се определя височината на снега и се определя неговият обем;
- съдът се претегля двукратно – след вземане на пробата и след разтопяването на снега;
- след разтопяването се измерва обемът на водата, което може да послужи и за определяне на количеството на валежа в mm.

## Значение на валежите за аграрното производство
Валежите, като екзогенна променлива, имат значителен ефект върху ефективността на селскостопанското производство, като по този начин оказват своето непряко влияние върху относителния дял на бедните на населението в Китай.
Така например сумата на валежа от росата през вегетацията варира от 10 до 30 mm, което за засушливите региони е от голямо значение като допълнителен ресурс от влага. Мъглата също е източник на влага. В редица случаи мъглата има голямо значение за предпазване на топлолюбивите култури от късните мразове.
Снежната покривка, благодарение на физическите си свойства, има слаба топлопроводимост, поради което почвата и зимуващите растения са предпазени от резките колебания на температурата през зимата. При негативни температури на въздуха около –20 °С особено надеждна е снежната покривка с дебелина 25 cm. Друга положителна страна на снежната покривка е, че в периоди на рязко затопляне тя предпазва растенията от преждевременно пробуждане и разкаляване. Не на последно място значението на равномерната снежна покривка е за равномерно насищане на почвата с влага, без преовлажняване и стичане по склоновете, което не може да се постигне при същото количество на дъжд.
Въпреки изброените ползи от стежната покривка за земеделието, съществуват значителни рискове. Един от които е глобалното затопляне – повишаване на зимните температурни показатели и намаляване на количеството снеговалежи. Подобни рискове са обект на изследване от учени в редица институции, напр. от Минесотския университет (University of Minnesota), където се стига до заключението, че в условия на днешните глобални климатични промени е рисковано да бъдем оптимистични относно отглеждането на зимни култури.
Усвояването на валежите от почвата зависи от релефа на местността, структурата на почвата и нейното предшестващо овлажняване, характера на растителността, а също и от интензивността на валежа.
За разположени на склонове терени е характерно, че по-ниските части получават 1,5 до 2 пъти повече влага от разположените в горната част на склона.
Добре оструктурените почви по принцип усвояват повече от валежа в сравнение с безструктурните или слабоструктурните. Ако валежът падне върху почва, която е достатъчно овлажнена, голяма част от водата се инфилтрира или заблатява почвата, ако последната е с тежък механичен състав.
По-добре се усвояват валежите, паднали върху угар или върху окопни култури в ранните фази от тяхното развитие. Установено е, че от 10 до 35% от падналия върху пшеничен посев валеж отиват за намокряне на растенията.
Умерените, обложни дъждове се усвояват много добре от почвата, докато проливните могат да разрушат структурата на повърхностния слой и да предизвикат водна ерозия, наводнения и т.н. Тези негативни явления са често срещани в планините.